# Nathan Bexton
Nathan Bexton est un acteur et réalisateur canadien né le 26 février 1977 à Vancouver (Canada).

## Biographie
Ses yeux sont de deux couleurs différentes, un bleu et un vert. Ce phénomène est appelé hétérochromie.

## Filmographie

### Acteur
- 1995 : Esprits rebelles (non crédité)
- 1996 : Urgences : Paul (saison 2, épisode 14)
- 1997 : Nowhere de Gregg Araki : Montgomery
- 1998 : Profiler : Ryan Wilson (saison 2, épisode 17)
- 1999 : Splendeur : un serveur
- 1999 : Go : Mannie
- 1999 : Children of the Corn 666: Isaac's Return (vidéo) : Jesse
- 2000 : Psycho Beach Party : T.J.
- 2000 : Ropewalk : Tommy
- 2000 : The In Crowd : Bobby
- 2001 : Play Dead : Dale Spitler
- 2006 : The Sound of Water Rising (court-métrage)
- 2006 : The Iron Man : Tony
- 2008 : Evilution : le manager
- 2009 : 2 Dudes and a Dream : Eight / Skinny Ninja
- 2009 : Basement Jack (vidéo) : le manager
- 2010 : Caller ID : Noah
- Prochainement : Rottenbury Drive (pré-production)

### Réalisateur
- 2009 : 2 Dudes and a Dream (ainsi que le scénario additionnel)
- 2010 : Deal O'Neal